# Epixanthis fasciolata
Epixanthis fasciolata är en skalbaggsart som beskrevs av Leon Fairmaire 1901. Epixanthis fasciolata ingår i släktet Epixanthis och familjen Cetoniidae. Inga underarter finns listade i Catalogue of Life.